# Diane Lacombe (écrivaine)
 (mai 2023).
Si vous disposez d'ouvrages ou d'articles de référence ou si vous connaissez des sites web de qualité traitant du thème abordé ici, merci de compléter l'article en donnant les références utiles à sa vérifiabilité et en les liant à la section « Notes et références ».
Pour les articles homonymes, voir Lacombe et Diane Lacombe.
Diane Lacombe est une écrivaine québécoise née à Trois-Rivières en 1953 et morte le 10 mai 2023.

## Note biographiques
Elle est la deuxième d'une famille de cinq filles et la mère de deux garçons. À 22 ans, elle s'installe à Montréal et y travaille comme journaliste à la pige pendant une dizaine d'années. Elle trouve ensuite un emploi de conseillère à la Commission de la construction, au service de communication. Elle occupe ce travail pendant 15 ans.
En mars 2000, elle prend un congé sans solde de six mois. Elle consacre ses jours de pluie à l'écriture d'un roman historique, qu'elle intitule Mallaig. Elle met le résultat en page et en imprime une centaine de copies pour ses proches. La réponse enthousiaste de ses derniers la convainc d'envoyer le manuscrit aux maisons d'éditions.
VLB éditeur manifeste son intérêt à l'été 2001, et publie l'ouvrage sous le titre La châtelaine de Mallaig en mars 2002. Le livre est immédiatement un succès et se vend à plus de 400 000 exemplaires. Il fait une percée exceptionnelle de 110 000 copies en France. Des traductions en tchèque et en espagnol ont été publiées, et une traduction en allemand pourrait bientôt suivre.
Au printemps 2003, Diane Lacombe a quitté son métier de conseillère en communication pour se consacrer entièrement à l'écriture. Elle a depuis publié 3 autres romans et un recueil de nouvelles. Son prochain récit sera publié à l'automne 2008.
Elle décède le 10 mai 2023 à l'âge de 69 ans.

## Diane Lacombe et l'Écosse
L’intrigue de la trilogie de Mallaig est située en Écosse. Dans la série l’Appel du cygne, l’Écosse n’est pas le seul lieu ou se déroule l’histoire, mais elle y joue un rôle important. Diane Lacombe a visité ce pays pour la première fois en 1995, et y est retourné à plusieurs reprises depuis.
Ce qui a d’abord attiré l’auteur vers ce lieu, c’est la culture celtique que l’Écosse partage avec l’Irlande, l’Île de Man, la Cornouaille et la Bretagne. Si elle a porté son attention sur l’Écosse plutôt que  sur ces autres pays, c’est qu’elle a noté plusieurs ressemblances avec le Québec.
Il y a d’abord les drapeaux, qui sont assez similaires. Il y a ensuite une dualité linguistique. Dans l’Écosse du XVe siècle, on parlait Gaélique au nord et Scot au sud. Il y a de plus un lien historique de rivalité avec le conquérant anglais. Enfin, il y a une ressemblance géographique. La faune, la flore, la température nordique, sont autant de caractéristiques que l’Écosse partage avec le Québec.

## Éditions étrangères
- La châtelaine de Mallaig, version tchèque Pani z Mallaigu Euromedia group, 2006
- La châtelaine de Mallaig, version espagnole El Clan de Mallaig, Gunelle, Ediciones B, 2008
- Sorcha de Mallaig, version espagnole El Clan de Mallaig, Sorcha, Ediciones B, 2009
- La châtelaine de mallaig, version allemande "Die Herrin von Mallaig", 2009